# Stäupen

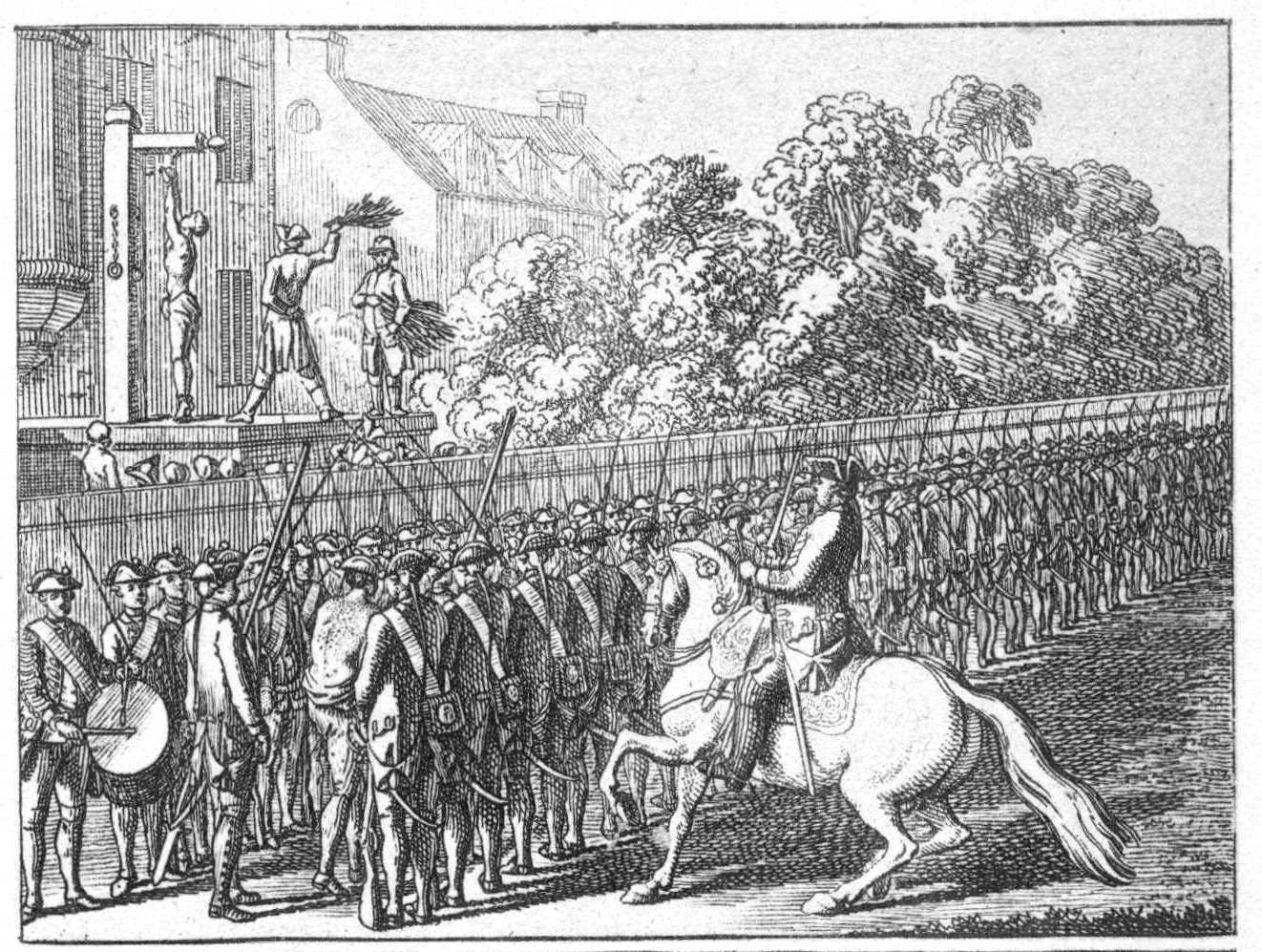
Im Bildhintergrund ist das Stäupen eines Verurteilten zu sehen, im Vordergrund ein Spießrutenlauf. (Daniel Nikolaus Chodowiecki, 1776)

Das Stäupen (auch Staupen, Stäupung, Staupenschlag, Staupenstreichen, vom mittelniederdeutschen stupe für ‚Pfahl‘ oder ‚Pfosten‘) war im Mittelalter und in der Frühen Neuzeit eine Körperstrafe, bei welcher der Verurteilte am Pranger geschlagen wurde, der daher auch den Namen Staupsäule trägt. Verwendet wurde dafür neben den sonst üblichen Schlaginstrumenten wie der Zuchtpeitsche oder Lederriemen ein Bündel aus Birkenreisig, die Staupe oder der Staupbesen, in das zur besonderen Verschärfung mitunter scharfkantige Metallsplitter oder Steine eingearbeitet sein konnten.
In diversen europäischen Armeen war das Stäupen bis in das 19. Jahrhundert hinein üblich. Im Gegensatz zum Spießrutenlaufen wurde das Stäupen als unehrenhafte Strafe betrachtet, war also mit einem Ehrverlust für den betroffenen Soldaten verbunden.
Auch das Allgemeine Landrecht für die Preußischen Staaten von 1794 sah den Staupenschlag als Strafe für verschiedene Vergehen und Verbrechen vor.